# Hygiène raciale

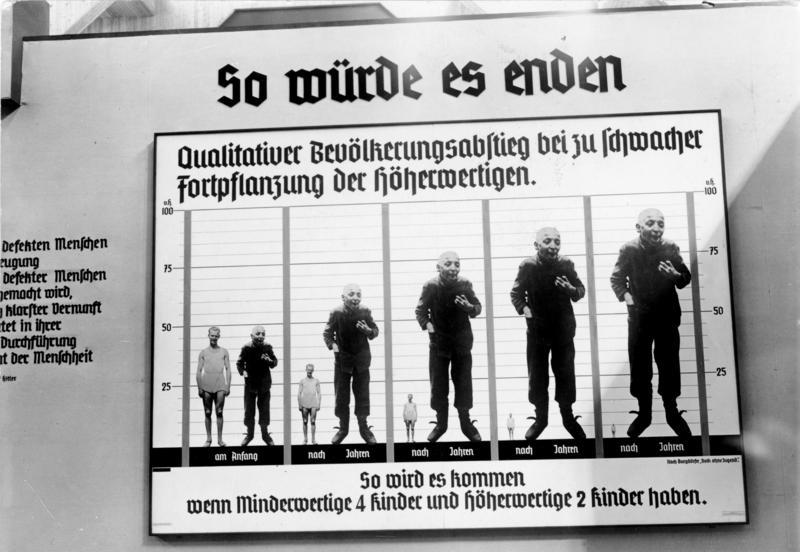
Affiche de l'exposition « Miracles de la Vie », organisée en 1935 à Berlin, légendée C'est ainsi que cela se terminerait. Augmentation qualitative de la population avec une faible reproduction de la qualité supérieure. Selon Burgdörfer, « des gens sans jeunesse ». / C'est ainsi que cela se passera lorsque les inférieures auront 4 enfants et que les supérieurs auront 2 enfants.

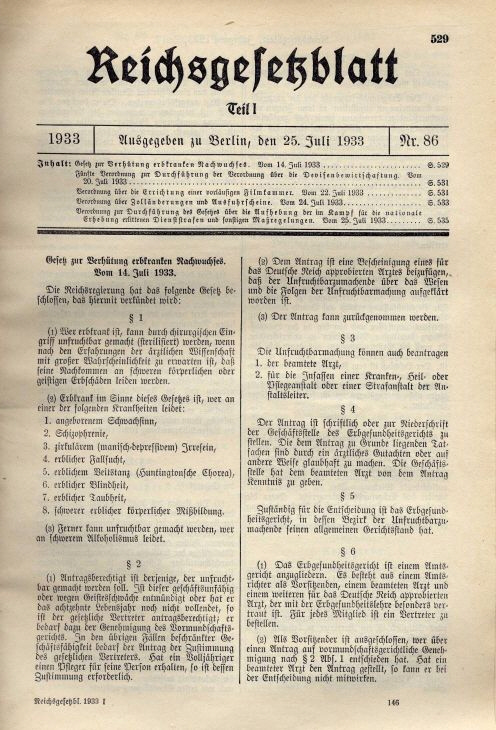
25 juillet 1933 : en Allemagne, la pseudo-science devient force de loi après sa promulgation.

L’hygiène raciale (en allemand Rassenhygiene) est un concept raciste visant à défendre la « pureté raciale » d'un peuple supposé aryen par des mesures d'eugénisme incluant les stérilisations forcées. Le concept est introduit par le médecin Alfred Ploetz en 1904 dans un article de la publication Archives de biologie raciste et sociale. 
L'exploitation de ce concept, son instrumentalisation et son application par le pouvoir national-socialiste ont fait l'objet de nombreuses études,, et de rappels tant institutionnels que médiatiques,,. Des décrets et lois de l'année 1933 seront précurseurs du programme Aktion T4 et d'un programme de stérilisation contrainte, programmé par la Loi allemande sur la stérilisation forcée du 14 juillet 1933. Cette action programmée sous le Troisième Reich sera l'objet de diverses procédures judiciaires en 1945, dont le procès des médecins à la suite de prétendues expérimentations médicales.
Dès la deuxième moitié du XXe siècle, ce concept et les théories qui l'accompagnaient sont invalidés et condamnés par les instances internationales,.

## Histoire
Alfred Ploetz s'associe en 1905 à trois personnes : à un juriste, au psychiatre Ernst Rüdin et à l'anthropologue Francis Galton, fondant l'« Association allemande pour l'hygiène de la race » (Deutsche Gesellschaft für Rassenhygiene), dont le but est de diffuser l'idée parmi les pays où, selon eux, réside la race nordique. Des antennes ouvrent donc en Suède, en Tchéquie et en Suisse. Les conséquences ne constituent donc pas qu'un phénomène uniquement allemand. En 1922, la Suède ouvre à Uppsala le Statens institut för rasbiologi (en).
Contestée, cette théorie raciale fait néanmoins l'objet de polémiques parmi la communauté médicale et aboutit pendant les années 1920 à un consensus légitimant la future Aktion T4. Son influence grandit et va jouer un rôle central dans la définition des politiques racistes du Troisième Reich, une fois toute opposition intellectuelle comme politique balayée par la mise au pas succédant à la prise de pouvoir du Führer : désormais, seul le Rassenpolitisches Amt définit son programme.

## Utilisation par l'Allemagne nazie
En effet, si la contribution d'Alfred Ploetz pourrait s'apparenter à l'eugénisme, la résonance qu'ont eue ses écrits et ses initiatives dans le contexte de l'avènement au pouvoir du parti nazi en Allemagne fut tout autre : relayée par Fritz Lenz, cette théorie marginale est devenue une politique d'État, promue par un organisme officiel de recherches, l'Institut Kaiser-Wilhelm d'anthropologie, d'hérédité humaine et d'eugénisme :
- en médecine : à compter de 1933, le cursus universitaire du corps médical en Allemagne est révisé entièrement pour inclure une formation en « génétique raciste » ; Josef Mengele en fut manifestement l'étudiant type[11], représentatif d'une génération entière de médecins affiliés à l'idéologie nazie (de). Edouard Pernkopf, doyen de la faculté de médecine de Vienne en 1938, encouragea l'enseignement et la pratique de cette discipline.
- pour la police : la police allemande, à compter de 1936, est également investie de faire respecter les lois raciales, ce dont se charge une section appelée police « sanitaire ».
- dans la société civile : illustrant son influence, l'idée produisit des effets inattendus (mouvement anti-tabac sous le Troisième Reich).
- en droit : Fritz Lenz contribua à la rédaction d'une partie des Lois de Nuremberg (1935).

Élève de Hans F. K. Günther (1891–1968), le plus célèbre raciologue du IIIe Reich, l'anthropologue Bruno Beger fit partie de l'invraisemblable expédition au Tibet en 1938-1939, financée par les (en) instituts de Himmler (en) et visant à trouver les preuves validant l'origine indo-européenne de l'idéologie aryenne.
La conceptualisation de l'hygiène raciale au début du XXe siècle en Allemagne a un effet immédiat en 1933 par la loi dite de « stérilisation forcée », puis constitue le prodrome de l'extermination effectuée à grande échelle par la folie meurtrière du régime, une fois la guerre déclarée (Holocauste, Porajmos et Generalplan Ost), mais également de l'instauration du Lebensborn.
Les procureurs des procès de Nuremberg ont instruit en crime contre l'humanité les effets produits par ce concept, selon l'acte d'accusation du 7 juillet 1947.

### Source
- Sur le développement du mouvement de l'hygiène raciale avec le National-socialisme, voir : (en) Paul Weindling, Health, race and German politics between national unification and Nazism, 1870–1945, New York, Cambridge University Press, 1989.

### Bibliographie

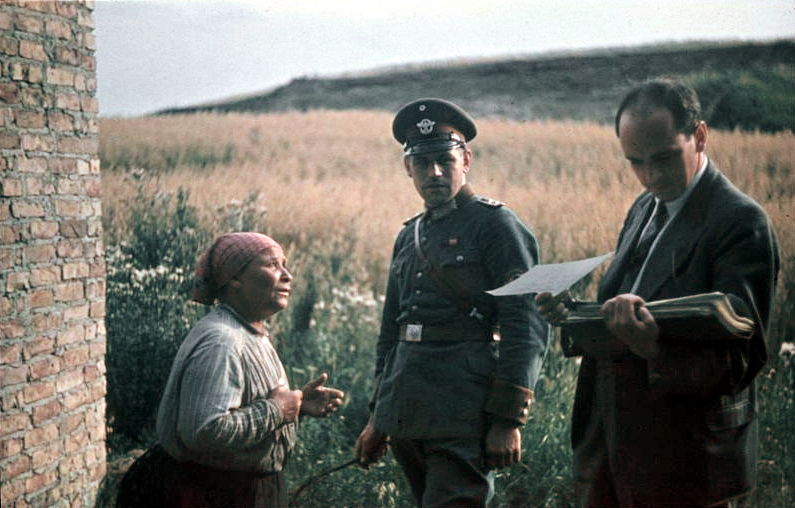
Robert Ritter (à droite), une femme âgée et un policier ; photographie de 1936, Archives fédérales allemandes/Bundesarchiv.